# Phú Xá (xã)
Phú Xá là một xã thuộc huyện Cao Lộc, tỉnh Lạng Sơn, Việt Nam.
Xã Phú Xá có diện tích 12,69 km², dân số năm 1999 là 2243 người, mật độ dân số đạt 177 người/km².
Theo thống kê năm 2019, xã Phú Xá có diện tích 12,69 km², dân số năm 2019 là 2.671 người, mật độ dân số đạt 211 người/km².